# Liste der Baudenkmale in Gusborn
In der Liste der Baudenkmale in Gusborn sind alle Baudenkmale der niedersächsischen Gemeinde Gusborn aufgelistet. Die Quelle der  Baudenkmale ist der Denkmalatlas Niedersachsen. Der Stand der Liste ist der 2. November 2021.

## Allgemein
In den Spalten befinden sich folgende Informationen:
- Lage: die Adresse des Baudenkmales und die geographischen Koordinaten. Kartenansicht, um Koordinaten zu setzen. In der Kartenansicht sind Baudenkmale ohne Koordinaten mit einem roten Marker dargestellt und können in der Karte gesetzt werden. Baudenkmale ohne Bild sind mit einem blauen Marker gekennzeichnet, Baudenkmale mit Bild mit einem grünen Marker.
- Bezeichnung: Bezeichnung des Baudenkmales
- Beschreibung: die Beschreibung des Baudenkmales. Unter § 3 Abs. 2 NDSchG werden Einzeldenkmale und unter § 3 Abs. 3 NDSchG Gruppen baulicher Anlagen und deren Bestandteile ausgewiesen.
- ID: die Objekt-ID des Baudenkmales
- Bild: ein Bild des Baudenkmales, ggf. zusätzlich mit einem Link zu weiteren Fotos des Baudenkmals im Medienarchiv Wikimedia Commons. Wenn man auf das Kamerasymbol klickt, können Fotos zu Baudenkmalen aus dieser Liste hochgeladen werden:

## Groß Gusborn

### Einzelbaudenkmale in Groß Gusborn
| Lage                                           | Bezeichnung               | Beschreibung                                                                      | ID       | Bild |
| ---------------------------------------------- | ------------------------- | --------------------------------------------------------------------------------- | -------- | ---- |
| Robert-Preuß-Weg 6 53° 4′ 46″ N, 11° 12′ 52″ O | Wohn-/ Wirtschaftsgebäude | Zweiständerhaus mit Ausfachungen in Lehmstakung und Backstein unter Halbwalmdach. | 30847711 | BW   |

## Klein Gusborn

### Einzelbaudenkmale in Klein Gusborn
| Lage                                              | Bezeichnung               | Beschreibung | ID       | Bild |
| ------------------------------------------------- | ------------------------- | --- | -------- | ---- |
| Alte Dorfstraße 13 53° 5′ 0″ N, 11° 11′ 28″ O     | Wohn-/ Wirtschaftsgebäude | Vierständer-Fachwerkhaus mit Backsteinausfachung unter Halbwalmdach. Inschrift am Hauptbalken mit Hinweis auf Brandereignis sowie am Dielentorsturz: "Johann Heinrich .../Anna Elisabeth.../ geb. Webs, den .../ Anno 1858." | 30847459 |      |
| Alte Dorfstraße 17 53° 4′ 58″ N, 11° 11′ 34″ O    | Scheune                   | Fachwerkgebäude unter zwei im 90°-Winkel miteinander verschnittenen Satteldächern. Ausfachungen mit Lehmstakung, teilweise mit Backstein ersetzt. Giebeldreiecke verbrettert. | 39154757 | BW   |
| Alte Dorfstraße 21 53° 4′ 58″ N, 11° 11′ 35″ O    | Wohn-/ Wirtschaftsgebäude | Vierständer-Fachwerkhaus mit Backsteinausfachung unter Satteldach. Inschrift am Dielentorsturz: "Erbauet von Wilhelm Vieregge und Elisabeth Vieregge gebohrne Rüter/ den 8ten Juny 1858". | 30847478 |      |
| Alte Dorfstraße 23 53° 4′ 57″ N, 11° 11′ 38″ O    | Wohn-/ Wirtschaftsgebäude | Inschrift: 'Johann Jochen Rademacher, Anna Leonora Rademacher/ gebohrne Albrecht, den 26ten Mai 1858.' | 30847497 | BW   |
| Alte Dorfstraße 23 53° 4′ 57″ N, 11° 11′ 39″ O    | Stall                     | Eingeschossiger, langgestreckter Sichtbacksteinbau unter Satteldach in Hohlpfannendeckung. Mittig Zwerchhaus mit Ladeluke. Jüngerer, südlicher Anbau im rechten Winkel mit Futterküche. | 34568042 |      |
| Alte Dorfstraße 25 53° 4′ 56″ N, 11° 11′ 40″ O    | Wohn-/ Wirtschaftsgebäude | Vierständer-Fachwerkhaus mit Backsteinausfachung unter Halbwalmdach. Inschrift am Hauptbalken mit Hinweis auf Brandereignis sowie am Dielentorsturz: "Jürgen Heinrich Schulz, Catharina Elisabeth Schulz/ geborne Wiegrefe, den 17ten Julius Anno 1846". Ehemals Klein Gusborn Nr. 7 | 30847516 | BW   |
| Dannenberger Straße 5 53° 5′ 6″ N, 11° 11′ 14″ O  | Wohn-/ Wirtschaftsgebäude | Vierständer-Fachwerkhaus mit Backsteinausfachung unter Halbwalmdach. Inschrift am Hauptbalken mit Hinweis auf Brandereignis sowie am Dielentorsturz: "Johann Jürgen Webs, Catharina Elisabeth Webs/ geborne Bonatz, den 27ten Julius/ Anno 1846". Ehemals Klein Gusborn Nr. 6 | 30847535 |      |
| Dannenberger Straße 8 53° 5′ 4″ N, 11° 11′ 38″ O  | Wohn-/ Wirtschaftsgebäude | Vierständer-Fachwerkhaus mit Backsteinausfachung unter Halbwalmdach. Inschrift am Hauptbalken und am Dielentorsturz. | 39154776 | BW   |
| Dannenberger Straße 8 53° 5′ 3″ N, 11° 11′ 39″ O  | Stall                     | Eingeschossiger Sichtbacksteinbau unter ziegelgedecktem Satteldach. | 39154791 | BW   |
| Dannenberger Straße 9 53° 5′ 7″ N, 11° 11′ 18″ O  | Wohnhaus                  | Zweigeschossiger, symmetrischer Sichtbacksteinbau unter Satteldach in Schieferdeckung. Fensterrahmungen, horizontale Zierbänder und Eckverquaderungen in hellem Zementputz. | 30847594 | BW   |
| Dannenberger Straße 15 53° 5′ 3″ N, 11° 11′ 27″ O | Scheune                   | Fachwerkbau über quadratischem Grundriss mit Lehmstakung unter Halbwalmdach. Leicht außermittige Längsdurchfahrt. Ehemals Klein Gusborn Nr. 5. | 30847553 |      |
| Dannenberger Straße 16 53° 5′ 1″ N, 11° 11′ 47″ O | Gasthaus                  | Zweigeschossiger, symmetrischer Fachwerkbau mit Backsteinausfachung unter Halbwalmdach in Hohlpfannendeckung; großes Zwerchhaus mittig in der straßenseitigen Dachfläche mit Ladeluke und Kranausleger. Östlich leicht versetzt angeordneter, eingeschossiger Anbau unter Satteldach mit traufseitigem, mittigen Eingang und Ladeluke im Dachgiebel. Ehemals Klein Gusborn Nr. 23, Gasthaus Wilh. Vieregge. | 30847401 |      |
| Dannenberger Straße 33 53° 5′ 0″ N, 11° 11′ 45″ O | Wohn-/ Wirtschaftsgebäude | Vierständer-Fachwerkhaus mit Backsteinausfachung unter Halbwalmdach. Ostgiebel massiv ersetzt. Vollständig zu Wohnzwecken ausgebaut. Inschrift am Dielentorsturz: "Joa. Wilh. Friedr. Crumasel, Ilsabe Mary Elisab Crumasel/ geb. Jahns, den 10ten April Anno 1820". Ehemals Klein Gusborn Nr. 57. | 30847329 | BW   |
| Kacheriener Weg 2 53° 5′ 2″ N, 11° 11′ 44″ O      | Wohn-/ Wirtschaftsgebäude | Vierständer-Fachwerkhaus mit Backsteinausfachung unter Halbwalmdach. Inschriften am Hauptbalken sowie am Dielentorsturz: "Jürgen Friedrich Warnke, Anna Elisabeth Warnke/ geb.: Pauls den 18ten May/ Anno 1849". Ehemals Klein Gusborn Nr. 31. | 30847365 | BW   |
| Zadrauer Weg 1 53° 4′ 58″ N, 11° 11′ 42″ O        | Wohn-/ Wirtschaftsgebäude | Zweiständer-Fachwerkhaus mit Backsteinausfachung unter Walmdach mit unterschiedlich hohen Giebeltrapezen, im Süden als Halb-, im Norden über dem Wirtschaftsgiebel als Krüppelwalm ausgeführt. Nachträgliche Schleppgaube in der östlichen Dachfläche. Ehemals Klein Gusborn Nr. 33. | 30847347 |      |

### Ehemalige Einzelbaudenkmale in Klein Gusborn
| Lage                                                             | Bezeichnung               | Beschreibung | ID | Bild |
| ---------------------------------------------------------------- | ------------------------- | --- | -- | ---- |
| Nr. 1 (heute: Alte Dorfstraße 5) 53° 5′ 2″ N, 11° 11′ 24″ O      | Speicher                  | Speichergebäude aus dem 18. Jh. |    | BW   |
| Nr. 2 (heute: Dannenberger Straße 11) 53° 5′ 4″ N, 11° 11′ 19″ O | Scheune                   | Längsscheune von 1822. |    | BW   |
| Nr. 2 (heute: Dannenberger Straße 11) 53° 5′ 3″ N, 11° 11′ 18″ O | Speicher                  | Speicher aus dem frühen 19. Jh. |    | BW   |
| Nr. 3 (heute: Dannenberger Straße 7) 53° 5′ 7″ N, 11° 11′ 18″ O  | Hofanlage                 | Aus dem alten Dorfkern ausgesiedelter Hof mit traufständigem Haupthaus in Ziegelmauerwerk von 1904 |    |      |
| Nr. 4 (heute: Dannenberger Straße 13) 53° 5′ 5″ N, 11° 11′ 25″ O | Wohn-/ Wirtschaftsgebäude | Das aus bauhistorischen Gründen denkmalgeschützte Zweiständerhaus von 1695 existiert nicht mehr. Es hatte sich im rückwärtigen Teil des Grundstücks abseits der Straße befunden und war schon vor Jahrzehnten verwahrlost. Zusammen mit dem noch vorhandenen Gebäude „Eulengasse 1“ (s. u.) gehörte es zu den ältesten Hallenhäusern in Lüchow-Dannenberg. (Das Foto zeigt „ersatzweise“ eine große Scheune auf dem gleichen Anwesen; 19. Jahrhundert.) |    |      |
| Nr. 25 (heute: Eulengasse 1) 53° 5′ 2″ N, 11° 11′ 24″ O          | Wohn-/ Wirtschaftsgebäude | Ältestes noch erhaltenes Gebäude in Gusborn und auch eines der ältesten Zweiständer-Hallenhäuser im Landkreis (erbaut 1695 im alten Dorfkern; heute renoviertes Wohnhaus). |    |      |

## Quickborn

### Gruppen baulicher Anlagen in Quickborn
| Lage                        | Bezeichnung                      | Beschreibung | ID       | Bild |
| --------------------------- | -------------------------------- | --- | -------- | ---- |
| 53° 6′ 25″ N, 11° 11′ 41″ O | Gesamter Dorfkern mit der Kirche | Gesamter Dorfkern mit der Kirche, allen baulichen Anlagen im Bereich der Dorfstraße bis zur Hauptstraße als südliche Begrenzung und aller Straßenzüge | 30826807 |      |

### Einzelbaudenkmale in Quickborn
| Lage                                         | Bezeichnung                         | Beschreibung | ID       | Bild |
| -------------------------------------------- | ----------------------------------- | --- | -------- | ---- |
| Am Kosakenberg 2 53° 6′ 26″ N, 11° 11′ 59″ O | Torscheune                          | Querdurchfahrtsscheune als Dreiständer-Fachwerkbau unter Halbwalmdach. Ausfachung teils mit Lehmstakung, teils mit Backstein. Dach zur Hofseite tief abgeschleppt; hier mittiges Zwerchhaus über der Tordurchfahrt. Beiderseits davon je ein Einfahrtstor. Inschrift mit Brandhinweis am Hauptbalken des Westgiebels, sowie am Torsturz an der südlichen Traufseite: "Jürgen Wilhelm Wulf Wilhelmina Maria Wulf/ geborne Wulf/ den 2 May/ Anno 1836".Ehemals Hof Nr. 17.                                                                                    | 30847218 | BW   |
| Am Mühlenberg 21 53° 6′ 9″ N, 11° 11′ 38″ O  | Paltrockmühle Quickborn             | Entstand vermutlich gegen Ende des 18. Jahrhunderts durch Umbau einer älteren Bockwindmühle zu einer Paltrockmühle. Durch unsachgemäße Renovierung im 20. Jahrhundert ging die technische Ausstattung der Mühle verloren. | 30847025 |      |
| Dorfstraße 2 53° 6′ 20″ N, 11° 11′ 31″ O     | Wohn-/ Wirtschaftsgebäude           | Vierständer-Fachwerkhaus in Ecklage, traufständig zur Hauptstraße, giebelständig zur Dorfstraße, mit Backsteinausfachung unter Halbwalmdach in Hohlpfannendeckung. Ehemaliges Wohn-/Wirtschaftsgebäude, heute ausschließlich als Wirtschaftsgebäude genutzt. Alle Fensteröffnungen zugesetzt. Am Wohngiebel Erdgeschoss-Fachwerk massiv ersetzt, sowie neuer Anbau. Inschrift am Hauptbalken mit Hinweis auf Brandereignis, sowie am Dielentorsturz: "Johann Jürgen Heinrich Hövelmann Anna Dorathea Elisabeth Hövelmann./ geb. Rüther den 27ten Mey 1863". | 30846097 | BW   |
| Dorfstraße 6 53° 6′ 23″ N, 11° 11′ 31″ O     | Wohn-/ Wirtschaftsgebäude           | Vierständer-Fachwerkhaus mit Backsteinausfachung unter Satteldach. Erdgeschossfachwerk am Ostgiebel teilweise rekonstruiert. Ladeluke im Giebeldreieck mit Kranausleger am First. Inschrift am Hauptbalken mit Hinweis auf Brandereignis, sowie am Dielentorsturz: "Johann Heinrich Helms Catharina Maria Helms/ geb. Lau/ den 3ten Juny 1863". | 30847161 | BW   |
| Dorfstraße 6 53° 6′ 23″ N, 11° 11′ 32″ O     | Stall                               | Eingeschossiger, giebelständiger Sichtbacksteinbau mit Drempel unter Satteldach. Zwei massive Zwerchhäuser mit Ladeluken unter Satteldach in der südlichen Dachfläche. Umlaufendes, geschosstrennendes Backstein-Ziergesims. Stichbogige Fenster- und Türöffnungen, teilweise zugesetzt. Blindfenster am straßenseitigen Giebel. | 36022276 | BW   |
| Dorfstraße 7 53° 6′ 25″ N, 11° 11′ 38″ O     | Wohn-/ Wirtschaftsgebäude           | Vierständer-Fachwerkhaus mit Backsteinausfachung unter Halbwalmdach in Hohlpfannendeckung; vollständig zu Wohnzwecken ausgebaut. Inschrift am Dielentorsturz: "Jürgen. Heinrich. Putjenter. Catherina Elisabeth Putjenter./ geborne Körner. den 11ten Mai./ Anno 1855". | 30847142 | BW   |
| Dorfstraße 7 53° 6′ 26″ N, 11° 11′ 38″ O     | Nebengebäude                        | | 36022336 | BW   |
| Dorfstraße 8 53° 6′ 25″ N, 11° 11′ 32″ O     | Wohn-/ Wirtschaftsgebäude           | Vierständer-Fachwerkhaus mit Backsteinausfachung unter Halbwalmdach. Fachwerk im Wohnteil teilweise massiv ersetzt. Inschrift am Dielentorsturz: "Johann Heinrich Wolf Maria Elisabeth Wolf/ geb. Kordes/ den 21ten Juni/ Anno 1854". Inschrift am Hauptbalken: "18 W. Thoms. 92". | 30847121 |      |
| Dorfstraße 8 53° 6′ 24″ N, 11° 11′ 33″ O     | Stall                               | Eingeschossiges, giebelständiges Stallgebäude an der südlichen Hofgrenze, bestehend aus zwei verbundenen Baukörpern mit leichtem Versatz in den traufseitigen Wandfluchten, unter ziegelgedecktem Satteldach. Ursprünglich Fachwerk mit Backsteinausfachung, Fachwerk teils wandhoch, teils im Sockelbereich massiv ersetzt. An der südlichen Hofgrenze gelegen. Zwerchhaus mit Ladeluke in der nördlichen Dachfläche. | 36022421 | BW   |
| Dorfstraße 9 53° 6′ 25″ N, 11° 11′ 40″ O     | Wohn-/ Wirtschaftsgebäude           | Vierständer-Fachwerkhaus mit Backsteinausfachung unter Halbwalmdach; ursprünglich nur einseitig am Wohnende abgewalmt mit spitzem Wirtschaftsgiebel mit Ladeluke und Kranausleger am First. Inschrift über dem Dielentorsturz: "Johann Joachim Blancke Dorothea Elisabeth Blanke/ geborne Lambeck/ den 13ten Junius/ Anno 1854". | 30847102 | BW   |
| Dorfstraße 9 53° 6′ 26″ N, 11° 11′ 39″ O     | Nebengebäude                        | Eingeschossiger, traufständiger Fachwerkbau mit Backsteinausfachung unter Satteldach. Vermutlich ursprünglich Remise. | 36022776 | BW   |
| Dorfstraße 9 53° 6′ 26″ N, 11° 11′ 39″ O     | Stall                               | Eingeschossiges, langgestrecktes Gebäude unter Satteldach entlang der westlichen Hofgrenze. Südlicher Teil massiv in Sichtbackstein, nördlicher Teil Fachwerk mit Backsteinausfachung auf hohem Backsteinsockel. Zwerchhaus mit Ladeluke unter Satteldach in der östlichen Dachfläche. | 36022813 | BW   |
| Dorfstraße 11 53° 6′ 25″ N, 11° 11′ 41″ O    | Wohn-/ Wirtschaftsgebäude           | Fachwerkbau mit zweistöckigem Wohn- und eingeschossigem Wirtschaftsteil, jeweils unter Halbwalmdach. Wohnteil im Norden in Stockwerksbauweise, ursprünglich mit Gastwirtschaft. Wirtschaftsteil südlich angebaut, mit Querdurchfahrtsdiele. Beide Gebäudeteile in einheitlichem Abbund. Zwerchhaus mit Satteldach in der westlichen Dachfläche des Wohnteils mit Ladeluke und Kranausleger. Datierung "1836" im Oberlicht der Eingangstür. Ehemals Hof Nr. 33.                                                                                              | 30847083 | BW   |
| Dorfstraße 11 53° 6′ 24″ N, 11° 11′ 41″ O    | Scheune                             | Langgestreckter, eingeschossiger Fachwerkbau mit Backsteinausfachung unter Satteldach. Seitliche Längsdurchfahrt. Quereinfahrt an der westlichen Traufseite. Zwerchhaus mit Ladeluke unter Satteldach in der westlichen Dachfläche. | 36022934 | BW   |
| Dorfstraße 11 53° 6′ 22″ N, 11° 11′ 41″ O    | Nebengebäude                        | Eingeschossiges, giebelständiges Fachwerkgebäude mit Backsteinausfachung unter ziegelgedecktem Satteldach. | 39355559 | BW   |
| Dorfstraße 11 53° 6′ 22″ N, 11° 11′ 41″ O    | Nebengebäude                        | Eingeschossiges, traufständiges Sichtbacksteingebäude unter ziegelgedecktem Satteldach an der südlichen Grundstücksgrenze zur Hauptstraße. | 39355574 | BW   |
| Dorfstraße 12 53° 6′ 27″ N, 11° 11′ 30″ O    | Wohn-/ Wirtschaftsgebäude           | Vierständer-Fachwerkhaus mit Backsteinausfachung unter Halbwalmdach. Inschrift am Hauptbalken mit Hinweis auf Brandereignis, sowie am Dielentorsturz: "Johann Heinrich Nietieng Anna Elisabeth Nietieng/ geborne Ilerichs (?)/ den 21ten Juni 1854". Ehemals Hof Nr. 10. | 30847043 | BW   |
| Dorfstraße 13 53° 6′ 26″ N, 11° 11′ 44″ O    | St.Maria-Magdalena-Kirche (Bauwerk) | Schlichter Saalbau in Mauerwerk unter Mansarddach in Hohlpfannendeckung. Quadratischer Westturm auf Feldsteinsockel unter Mansardzeltdach in Biberschwanzkronendeckung; hier aufgesetzter, schieferbehangener Dachreiter. 1777 unter Verwendung von Resten eines älteren Baus errichtet. | 30847004 |      |
| Dorfstraße 14 53° 6′ 28″ N, 11° 11′ 31″ O    | Wohn-/ Wirtschaftsgebäude           | Vierständer-Fachwerkhaus mit Backsteinausfachung unter Halbwalmdach. Inschriften auf beiden Hauptbalken mit Hinweisen auf Brandereignis, sowie am Dielentorsturz: "Johann Heinrich Riebock Maria Dorothea Riebock/ geborne Schulz Den 26ten Juni 1854." Ehemals Hof Nr. 11. | 30846964 |      |
| Dorfstraße 14 53° 6′ 28″ N, 11° 11′ 30″ O    | Scheune                             | Vierständer-Fachwerkbau mit Backsteinausfachung unter Halbwalmdach. Leicht außermittiges Dielentor. Inschrift am Hauptbalken mit Hinweis auf Brandereignis, sowie am Dielentorsturz: "Johann Heinrich Riebock Maria Dorothea Riebock/ geborne Schulz [Den] 18ten Mai 1855". Jüngerer Anbau nördlich quer zur Firstrichtung auf gesamter Trauflänge des älteren Baus unter Satteldach mit gleicher Firsthöhe. Der Anbau ist heute Teil der Gebäudeeinheit, besitzt jedoch keinen eigenen Denkmalwert.Ehemals Hof Nr. 11.                                     | 30846943 |      |
| Dorfstraße 15 53° 6′ 27″ N, 11° 11′ 46″ O    | Wohnhaus                            | Doppelwohnhaus als massiver, eingeschossiger, traufständiger Sichtbacksteinbau unter Satteldach. Symmetrische Gestaltung mit drei Fensterachsen sowie einem mehrzügigen Schornstein je Wohneinheit. Eingangstüren jeweils an den Giebelseiten. Gliederung der Giebelseiten mit Geschossgesims, überhöhtem Ortgang und niedrigen Schulter- und Firststaffeln. | 30846903 | BW   |
| Dorfstraße 18 53° 6′ 27″ N, 11° 11′ 37″ O    | Wohn-/ Wirtschaftsgebäude           | Vierständer-Fachwerkhaus mit Backsteinausfachung unter Halbwalmdach. Inschrift am Hauptbalken sowie am Dielentorsturz mit Datierung "1854". | 30846844 |      |
| Dorfstraße 18 53° 6′ 26″ N, 11° 11′ 36″ O    | Stall                               | Eingeschossiges, traufständiges, langgestrecktes Fachwerkgebäude mit Backsteinausfachung unter ziegelgedecktem Satteldach an der straßenseitigen Grundstücksgrenze. Wände hofseitig zum Teil massiv ersetzt. Zwerchhaus mit Ladeluke in der nördlichen Dachfläche, darin Inschrift-Tafel: "H. Warneke/ ... Warneke/ geb. Schulz./ Errichtet 1901 31. Juli". | 36023879 | BW   |
| Dorfstraße 19 53° 6′ 24″ N, 11° 11′ 51″ O    | Scheune                             | Torscheune an der südlichen Hofgrenze zur Hauptstraße als traufständiger Fachwerkbau mit Backsteinausfachung unter Satteldach. Durchfahrt außermittig links. | 30846295 | BW   |
| Dorfstraße 19 53° 6′ 26″ N, 11° 11′ 50″ O    | Wohn-/ Wirtschaftsgebäude           | Vierständer-Fachwerkhaus mit Backsteinausfachung, im Wohnteil zweigeschossig. Beide Gebäudeteile unter Satteldach, über Wohnteil flacher geneigt, jeweils mit Giebelüberstand und Freigespärre. Ursprüngliches Zwerchhaus mit Ladeluken am Wohnteil nicht mehr vorhanden. Inschrift am Hauptbalken des Wirtschaftsgiebels, sowie am Dielentorsturz: "Wilhelm August Adolf Maack. Anna Alwine Marie Maack./ geb. Buttnop./ Aufgerichtet den 12. October/ Anno 1906". Ehemals Hof Nr. 30.                                                                     | 30846825 | BW   |
| Dorfstraße 19 53° 6′ 27″ N, 11° 11′ 50″ O    | Scheune                             | Torscheune als traufständiger Wandständerbau mit Lehmstakung unter Satteldach in Hohlpfannendeckung. Ausfachung und Ständerwerk teilweise durch Backsteinmauerwerk ersetzt. Durchgezapfte Ankerbalken. Querdurchfahrt außermittig rechts. | 39160830 | BW   |
| Dorfstraße 19 53° 6′ 27″ N, 11° 11′ 49″ O    | Stall                               | Eingeschossiger, giebelständiger Sichtbacksteinbau unter ziegelgedecktem Satteldach. Auf der westlichen Grundstücksgrenze gelegen, im Nordosten an die Torscheune, im Süden an das Wohn-/Wirtschaftsgebäude anschließend. | 39160844 | BW   |
| Dorfstraße 20 53° 6′ 27″ N, 11° 11′ 39″ O    | Wohn-/ Wirtschaftsgebäude           | Vierständer-Fachwerkhaus mit Backsteinausfachung unter Halbwalmdach. Inschrift am Hauptbalken mit Hinweis auf Brandereignis, sowie am Dielentorsturz: "Jürgen Heinrich Webs Maria Elisabeth Webs/ geborne Gröhnke den 18 September/ ANNO 1835". Ehemals Hof Nr. 14. | 30846804 |      |
| Dorfstraße 20 53° 6′ 27″ N, 11° 11′ 39″ O    | Remise                              | Giebelständiger Fachwerkbau mit Backsteinausfachung unter ziegelgedecktem Satteldach. Anbau an der westlichen Traufseite unter abgeschlepptem Dach. Drei Einfahrtstore mit unterschiedlicher Sturzhöhe an der östlichen Traufseite. Luke im straßenseitigen Giebeldreieck. | 39172182 | BW   |
| Dorfstraße 20 53° 6′ 28″ N, 11° 11′ 40″ O    | Stall                               | Langgestreckter, eingeschossiger Sichtbacksteinbau entlang der östlichen Hofgrenze unter ziegelgedecktem Satteldach. Zwerchhaus mit Ladeluke in der westlichen Dachfläche. Südlicher Teil mit größerer First- und Traufhöhe, Fenstern und Schornstein, ursprünglich wohl als Werkstatt, Backhaus oder Ähnliches genutzt. Südgiebel mit Backstein-Ziergesims, First- und Schulterstaffeln und überhöhtem Ortgang. | 39172306 | BW   |
| Dorfstraße 21 53° 6′ 27″ N, 11° 11′ 52″ O    | Wohnhaus                            | Eingeschossiger, traufständiger, teilunterkellerter Fachwerkbau mit Backsteinausfachung auf verputztem Sockel unter flach geneigtem Satteldach mit ausgebautem, leicht vorkragenden Drempelgeschoss. Zweiachsiges Zwerchhaus außermittig links in der straßenseitigen Dachfläche. Straßenseitige Erschließung über außermittige Eingangstür mit vorgelegten Stufen. Ehemals Hof Nr. 29. | 30846783 | BW   |
| Dorfstraße 21 53° 6′ 26″ N, 11° 11′ 52″ O    | Scheune                             | Traufständiger Fachwerkbau mit Backsteinausfachung unter ziegelgedecktem Satteldach, von der Straße zurückgesetzt hinter dem Wohnhaus. Westlicher Teil massiv ersetzt. Zwei große Quereinfahrtstore. | 39172670 | BW   |
| Dorfstraße 22 53° 6′ 27″ N, 11° 11′ 41″ O    | Wohnhaus                            | Eingeschossiger, teilunterkellerter Fachwerkbau mit Backsteinausfachung auf verputztem Sockel. Grundriss aus zwei versetzten Rechtecken unter Satteldach mit L-förmiger Firstlinie und leicht vorkragendem, ausgebauten Drempelgeschoss. Großer, trauf- und giebelseitiger Dachüberstand, am Giebel mit Freigespärre mit Initialen "H B". Haupteingang mit hölzernem Windfang unter abgeschlepptem Dach. Ehemals Hof Nr. 15. | 30846154 | BW   |
| Dorfstraße 22 53° 6′ 30″ N, 11° 11′ 40″ O    | Wohn-/ Wirtschaftsgebäude           | Vierständer-Fachwerkhaus auf Feldsteinsockel auf dem hinteren Teil des Grundstückes. Unterschiedliche Ausfachungen, z.T. erneuert, ursprünglich Lehmstakung. Satteldach mit beidseitigem, weit heruntergezogenen Teilwalm. Verwitterte Inschrift am Hauptbalken mit Hinweis auf Brandereignis, sowie am Dielentorsturz: "Johann Christoph Buttnub [?] Catharina Elisabeth Buttnub [?]/ geborn [?] Gröhnke [?] den 25ten März/ ANNO 1836". Ehemals Hof Nr. 15.                                                                                               | 30846762 | BW   |
| Dorfstraße 22 53° 6′ 28″ N, 11° 11′ 40″ O    | Scheune                             | Fachwerkbau mit Backsteinausfachung unter hohlpfannengedecktem Satteldach. Außermittige Längsdurchfahrt östlich. Giebelständig zur Straße auf dem mittleren Grundstücksteil hinter dem Wohnhaus gelegen. | 39355596 | BW   |
| Dorfstraße 22 53° 6′ 28″ N, 11° 11′ 40″ O    | Stall                               | Eingeschossiger, langgestreckter Sichtbacksteinbau entlang der westlichen Hofgrenze unter hohlpfannengedecktem Satteldach. Massives Zwerchhaus mit Ladeluke unter Satteldach in der östlichen Dachfläche. Stichbogige Fenster- und Türöffnungen. Schornstein und größeres Fenster am südlichen Ende: ursprünglich vermutlich Backhaus, Waschküche oder Ähnliches. | 39355611 | BW   |
| Dorfstraße 23 53° 6′ 27″ N, 11° 11′ 53″ O    | Wohn-/ Wirtschaftsgebäude           | Traufständiges Vierständer-Fachwerkhaus mit Backsteinausfachung auf Backsteinsockel unter Halbwalmdach. Inschrift am Dielentorsturz: "Johann Wilhelm Hinze. Anna Marie Hinze/ geb. Webs./ Er. am 8. Juni 1886". Ehemals Hof Nr. 62. | 30846743 | BW   |
| Dorfstraße 23 53° 6′ 27″ N, 11° 11′ 54″ O    | Stall                               | Eingeschossiges, langgestrecktes Stallgebäude unter Satteldach entlang der östlichen Hofgrenze. Südlicher Teil massiv in Sichtbackstein mit vier stichbogigen Stalltüren und Zwerchhaus mit Ladeluke unter Pultdach. Nördlicher Teil mit nach Westen vorspringender Traufwand und höherem First in Fachwerk auf hohem Backsteinsockel mit Backsteinausfachung | 39172752 | BW   |
| Dorfstraße 24 53° 6′ 28″ N, 11° 11′ 42″ O    | Wohn-/ Wirtschaftsgebäude           | Giebelständiger Vierständer-Fachwerkbau mit Backsteinausfachungen unter Halbwalmdach. Inschrift am Hauptbalken mit Hinweis auf Brandereignis, sowie am Dielentorsturz: "Catharina Elisabeth Wulf/ geborne Frahm/ Johann Jürgen Wulf/ den 18 September 1835". Ehemals Hof Nr. 16. | 30846722 |      |
| Dorfstraße 24 53° 6′ 27″ N, 11° 11′ 43″ O    | Stall                               | Giebelständiger, eingeschossiger Fachwerkbau mit Backsteinausfachungen unter Satteldach in Hohlpfannendeckung. Einfahrtstor am Südgiebel. Ursprünglich Zwerchhaus mit Ladeluke unter Pultdach in der westlichen Dachfläche. | 39355626 | BW   |
| Dorfstraße 26 53° 6′ 27″ N, 11° 11′ 44″ O    | Wohn-/ Wirtschaftsgebäude           | Langgestreckter, traufständiger Fachwerkbau mit Backsteinausfachung unter Satteldach. Ursprünglich Wohn-/Wirtschaftsgebäude, heute vollständig zu Wohnzwecken ausgebaut, mit nachträglichen Gauben, Querdielentor erhalten. Westgiebel mit massiver Vorsatzschale in Sichtbackstein. Inschrifttafel am Ostgiebel: "Adolph Thielemann/ Alwine Thielemann,/ geborene Straßenburg/ 1877". Ehemals Hof Nr. 61. | 30846701 | BW   |
| Dorfstraße 28 53° 6′ 28″ N, 11° 11′ 44″ O    | Wohn-/ Wirtschaftsgebäude           | Vierständer-Fachwerkhaus mit Backsteinausfachung auf Feldsteinsockel unter einseitig über dem Wohnteil abgewalmtem Satteldach. Wirtschaftsgiebel mit außermittigem Dielentor sowie Ladeluke im Giebeldreieck mit Kranausleger am First. Inschrift am Hauptbalken mit Hinweis auf Brandereignis, sowie am Dielentorsturz mit Datierung "den 21ten März/ ANNO 1836". Ehemals Hof Nr. 18. | 30846680 | BW   |
| Dorfstraße 30 53° 6′ 28″ N, 11° 11′ 46″ O    | Wohn-/ Wirtschaftsgebäude           | Eingeschossiger, traufständiger Fachwerk mit Backsteinausfachung auf Feldsteinsockel unter Satteldach in Hohlpfannendeckung. Querdurchfahrtsdiele im Wirtschaftsteil, Wohnteil mit niedrigerem Erdgeschoss, darüber ausgebautes Drempelgeschoss. Ehemals Hof Nr. 66. | 30846661 | BW   |
| Dorfstraße 32 53° 6′ 29″ N, 11° 11′ 47″ O    | Wohn-/ Wirtschaftsgebäude           | Zweiständer-Fachwerkhaus mit Backsteinausfachung unter Satteldach mit einseitigem Halbwalm über dem ehemaligen Wohnteil. Vollständig als Großviehstall umgebaut und im Erdgeschoss weitgehend massiv erneuert. Ladeluke mit Kranausleger am First des Wirtschaftsgiebels. Inschrift am Hauptbalken, sowie am Dielentorsturz: "Jürgen Hinrich Frahm Anna Ilsabe Frahmen/ Jürgen August Frahm Anno 1788 den 15ten Mai". | 30846621 | BW   |
| Dorfstraße 32 53° 6′ 28″ N, 11° 11′ 48″ O    | Wohnhaus                            | Eingeschossiger, traufständiger Fachwerkbau mit Backsteinausfachung auf verputztem Sockel unter Satteldach mit Drempel. Trauf- und giebelseitig große Dachüberstände. Leicht außermittiges, dreiachsiges Zwerchhaus unter Satteldach mit Freigespärre. Ehemals Hof Nr. 19. | 30846640 | BW   |
| Dorfstraße 32 53° 6′ 28″ N, 11° 11′ 47″ O    | Stall                               | Eingeschossiger, giebelständiger Fachwerkbau mit Backsteinausfachung unter Satteldach in Ziegeldeckung. Gefüge stark verändert, ursprünglich mit durchgezapften Ankerbalken und gleichhüftigem Dach. | 39355647 | BW   |
| Dorfstraße 36 53° 6′ 29″ N, 11° 11′ 51″ O    | Wohn-/ Wirtschaftsgebäude           | Dreiständer-Fachwerkhaus mit Backsteinausfachung unter Halbwalmdach. Kübbung an der Westseite. Inschriften an den Hauptbalken auf beiden Giebelseiten, sowie am Dielentorsturz: "Joachim Hinrich Riebock Anne Ilsabe Riebock geb: Wulf/ den 5ten Juny/ ANNO 1818". Ehemals Hof Nr. 23. | 30846541 |      |
| Dorfstraße 36 53° 6′ 28″ N, 11° 11′ 52″ O    | Scheune                             | Traufständige Torscheune mit Querdurchfahrt in Fachwerk mit Backsteinausfachung unter Satteldach in Hohlpfannendeckung. Ursprüngliche Ausfachung mit Lehmstakung. Durchgezapfte Ankerbalken. Ehemals Hof Nr. 23. | 30846520 | BW   |
| Dorfstraße 36 53° 6′ 28″ N, 11° 11′ 51″ O    | Stall                               | Langgestreckter, eingeschossiger Fachwerkbau mit Backsteinausfachung unter ziegelgedecktem Satteldach entlang der westlichen Hofgrenze, giebelständig zur Straße ausgerichtet, im Südosten an die ältere Torscheune anschließend. Zwerchhaus mit Ladeluke unter Satteldach in der östlichen Dachfläche. | 39172975 | BW   |
| Dorfstraße 40 53° 6′ 29″ N, 11° 11′ 54″ O    | Wohn-/ Wirtschaftsgebäude           | Dreiständer-Fachwerkhaus mit Backsteinausfachung unter Halbwalmdach mit Hohlpfannendeckung. Kübbung an der Westseite mit nachträglich erhöhter Traufe. Inschrift am Hauptbalken, sowie am Dielentorsturz: "Johann August Juhle Marie Elisabeth geb. Stahlbock/ den 24ten May/ Anno 1811". Wirtschaftsteil um 1900 umgebaut. Ehemals Hof Nr. 26. | 30846499 | BW   |
| Dorfstraße 40 53° 6′ 30″ N, 11° 11′ 56″ O    | Speicher (Bauwerk)                  | Eingeschossiger Wandständerbau mit durchgezapften Ankerbalken und Backsteinausfachung unter Satteldach nordöstlich des Wohn-/Wirtschaftsgebäudes. | 39173021 | BW   |
| Dorfstraße 40 53° 6′ 30″ N, 11° 11′ 55″ O    | Stall                               | Sichtbacksteinbau unter Satteldach mit Falzziegeldeckung nordöstlich des Wohn-/Wirtschaftsgebäudes gelegen. Zwerchhaus unter Satteldach in der westlichen Dachfläche. | 39173036 | BW   |
| Dorfstraße 42 53° 6′ 28″ N, 11° 11′ 56″ O    | Wohn-/ Wirtschaftsgebäude           | Dreiständer-Fachwerkhaus mit Backsteinausfachung auf Feldsteinsockel unter ungleichhüftigem Halbwalmdach. Traufständig, in den heutigen Straßenraum eingerückt in Ecklage am Ortseingang. Kübbung an der Nordseite. Inschrift über dem Dielentorsturz am Wirtschaftsgiebel: "HCMIUR ICRIUR HIGIUR/ ANNO 1780". Eingeschossiger Fachwerk-Anbau am Ostende der nördlichen Traufseite, unter eigenem Satteldach mit Firstrichtung quer zum Hauptbau.Ehemals Hof Nr. 53.                                                                                        | 30846478 | BW   |
| Dorfstraße 42 53° 6′ 29″ N, 11° 11′ 55″ O    | Speicher (Bauwerk)                  | Wandständerbau mit Ankerbalken und Backsteinausfachungen unter Satteldach. Inschrift im Ankerbalken am Südgiebel: "Errichtet den 7. Julius 1830." | 39173065 | BW   |
| Hauptstraße 1 53° 6′ 27″ N, 11° 11′ 54″ O    | Wohn-/ Wirtschaftsgebäude           | Giebelständiges Zweiständer-Fachwerkhaus mit Backsteinausfachung unter Halbwalmdach mit Uhlenloch. Giebeltrapez leicht vorkragend. Dielentorsturz mit Kopfbügen fehlen. | 30846438 | BW   |
| Hauptstraße 1 53° 6′ 25″ N, 11° 11′ 56″ O    | Wohnhaus                            | Eingeschossiger, unterkellerter Backsteinbau auf hohem, verputztem Sockel und mit hohem Drempelgeschoss in Fachwerk mit Backsteinausfachung. Krüppelwalmdach, ursprünglich in Schieferdeckung. Traufseitig mittiger Eingang mit vorgelegter Freitreppe. Zwei symmetrisch angeordnete Zwerchhäuser unter Satteldach in der straßenseitigen Dachfläche, dazwischen zurückgesetzter Balkon. Giebelseitiger Dachüberstand der Zwerchhäuser mit Freigespärren, hier Bauherreninitialen und Datierung "A. Sch./ 1913".                                            | 30846417 | BW   |
| Hauptstraße 1 53° 6′ 28″ N, 11° 11′ 54″ O    | Stall                               | Winkelförmiger Anbau an das Wohnhaus. Sichtbacksteingebäude mit niedrigem Fachwerkdrempel unter ziegelgedecktem Satteldach. Wohl 1913 zusammen mit dem Wohnhaus entstanden. | 39355668 |      |
| Hauptstraße 1 53° 6′ 26″ N, 11° 11′ 57″ O    | Stall                               | Vermutlich 1913 zusammen mit dem Wohnhaus entstanden. | 39355728 | BW   |
| Hauptstraße 1 53° 6′ 26″ N, 11° 11′ 55″ O    | Stall                               | | 30846396 | BW   |
| Hauptstraße 1 53° 6′ 25″ N, 11° 11′ 55″ O    | Scheune                             | Eingeschossige, traufständige Torscheune als Fachwerkbau mit Backsteinausfachung unter Satteldach. Gefüge mit gebogenen Fußstreben und Kopfbügen. Nachträglich eingestellte Zwischenstiele. Durchfahrt straßenseitig außermittig links. Inschrift am Torsturz: "ACH GOTT GIB FRID IN DEINEM LANDE. GLVCR [ursprünglich wohl 'GLVCK' (Glück)] VND HEIL ZV AHEM [ursprünglich wohl 'ALLEM']/ STANDE. ANNO. 1679". | 30846375 |      |
| Hauptstraße 1 53° 6′ 27″ N, 11° 11′ 56″ O    | Scheune                             | Eingeschossiger Fachwerkbau mit Backsteinausfachung an der östlichen Grundstücksgrenze, traufständig zur östlich verlaufenden Straße, auf Feldsteinsockel unter einseitig im Norden abgewalmtem Satteldach in roter Hohlpfannendeckung. Außermittige Längseinfahrt im Nordgiebel und zwei Querdurchfahrten. Südliches Fachwerkfeld von später angebautem Stall überbaut. Inschrift am nördlichen Torsturz: "Christian August Heinrich Schulz Anna Marie Louise Schulz gebr. Albrecht/ den 9ten Julius 1858".                                                | 30846354 |      |
| Hauptstraße 3 53° 6′ 25″ N, 11° 11′ 53″ O    | Wohn-/ Wirtschaftsgebäude           | Giebelständiges Vierständer-Fachwerkhaus mit Backsteinausfachung unter Halbwalmdach in Hohlpfannendeckung. Inschrift am Dielentorsturz: "Heinrich August Helms. Anna Marie Helms/ geb. Wiegrefe/ Er. den 9 Juni 1882". | 30846333 | BW   |
| Hauptstraße 3 53° 6′ 25″ N, 11° 11′ 53″ O    | Stall                               | Langgestrecktes, giebelständiges Gebäude unter ziegelgedecktem Satteldach entlang der westlichen Grundstücksgrenze. Nördlicher Teil massiv in Sichtbackstein, mit stichbogigen Tür- und Fensteröffnungen sowie kleinem, massiven Zwerchhaus mit Ladeluke. Südlicher Teil in Fachwerk mit Backsteinausfachung, Fachwerk traufseitig unterhalb des Brüstungsriegels massiv ersetzt. | 39355758 | BW   |
| Hauptstraße 9 53° 6′ 24″ N, 11° 11′ 49″ O    | Saal                                | Fachwerksaal unter flach geneigtem Satteldach, an das Gasthaus rückwärtig angebaut. Dach- und Sprengwerk im Inneren freiliegend. | 39173086 | BW   |
| Hauptstraße 11 53° 6′ 25″ N, 11° 11′ 48″ O   | Wohn-/ Wirtschaftsgebäude           | Vierständer-Fachwerkhaus mit Backsteinausfachung unter Halbwalmdach. Wirtschaftsgiebel in Gitterfachwerk. Ehem. Dieleneinfahrt leicht außermittig rechts. Vollständig zu wohnzwecken ausgebaut. | 30846255 | BW   |
| Hauptstraße 13 53° 6′ 23″ N, 11° 11′ 45″ O   | Pfarrhaus                           | Eingeschossiger Fachwerkbau mit Backsteinausfachung auf niedrigem Sockel mit hohem Drempel unter Satteldach in Hohlpfannendeckung. Dreiachsiges Zwerchhaus mit gleicher Firsthöhe in der westlichen Dachfläche. Aussteifung durch Andreaskreuze. | 30846234 | BW   |
| Hauptstraße 17 53° 6′ 22″ N, 11° 11′ 40″ O   | Wohn-/ Wirtschaftsgebäude           | Giebelständiges Zweiständer-Fachwerkhaus mit Backsteinausfachung unter Halbwalmdach. Vollständig zu Wohnzwecken ausgebaut. Nachträgliche Schleppgauben. Inschrift am Dielentorsturz: "Johann Joachim Blanke. Anna Elisabeth Blanke/ geborne Greß[?]/ den 20 März/ Anno 1840". | 30846194 | BW   |
| Hauptstraße 20 53° 6′ 18″ N, 11° 11′ 36″ O   | Wohn-/ Wirtschaftsgebäude           | Vierständer-Fachwerkhaus mit Backsteinausfachung unter Halbwalmdach. Wirtschaftsteil zu Wohnzwecken umgebaut. Inschrift am Hauptbalken mit Hinweis auf Brandereignis, sowie am Dielentorsturz: "Johann August Rüther. Dorothea Elisabeth Rüther./ geborn Vieregge. den 10ten Juni/ ANNO 1863". | 39355778 | BW   |
| Hauptstraße 20 53° 6′ 19″ N, 11° 11′ 36″ O   | Stall                               | | 39170045 | BW   |

## Siemen

### Gruppen baulicher Anlagen in Siemen
| Lage                                           | Bezeichnung | Beschreibung | ID       | Bild |
| ---------------------------------------------- | ----------- | --- | -------- | ---- |
| Schmiedestraße 2-4 53° 3′ 21″ N, 11° 13′ 19″ O | Hofanlage   | Zwei Wohn-/Wirtschaftsgebäude in Form von Querdielenhäusern, die mit ihren Dielen direkt aneinander gebaut wurden und so eine Art spiegelsymmetrisches Doppelhaus bilden. | 30826828 | BW   |

### Einzelbaudenkmale in Siemen
| Lage                                             | Bezeichnung               | Beschreibung | ID       | Bild |
| ------------------------------------------------ | ------------------------- | --- | -------- | ---- |
| Schmiedestraße 2 53° 3′ 20″ N, 11° 13′ 19″ O     | Wohn-/ Wirtschaftsgebäude | Eingeschossiger Fachwerkbau mit Backsteinausfachung unter Satteldach. Ursprüngliche Querdiele verändert, Dielentor verschlossen. Nordgiebel mit ehemaliger Diele direkt an das ursprünglich spiegelsymmetrische nördliche Nachbarhausangebaut. Nachträglicher, massiver Anbau unter abgeschlepptem Dach an der Westseite.                                                                            | 30845930 | BW   |
| Schmiedestraße 4 53° 3′ 21″ N, 11° 13′ 19″ O     | Wohn-/ Wirtschaftsgebäude | Eingeschossiger Fachwerkbau mit Ausfachung in Lehmstakung unter Satteldach. Querdiele mit Einfahrtstor im südlichen Teil direkt an das ursprünglich spiegelsymmetrische südliche Nachbarhaus angebaut. Inschriftliche Datierung an den Kopfbügen des Dielentorsturzes: "ANNO 1851". | 30845950 | BW   |
| Schulstraße 2 53° 3′ 18″ N, 11° 13′ 37″ O        | Forsthaus                 | Eingeschossiger Sichtbacksteinbau auf hohem Bruchsteinsockel unter Satteldach in Hohlpfannendeckung. Symmetrische Disposition mit mittigem Hauseingang. Inschrift mit Datierung "E A. 1848" über dem Eingangsportal. Backstein-Zierverband am Giebel und unterhalb der Traufen. | 30846023 | BW   |
| Siemer Dorfstraße 5 53° 3′ 17″ N, 11° 13′ 30″ O  | Wohn-/ Wirtschaftsgebäude | Das Dreiständerhaus Siemen ist in Fachwerk mit Ausfachungen in Lehmstakung gehalten, teilweise durch Backsteinmauerwerk ersetzt. Halbwalmdach mit unterschiedlichen Deckungen. Im Inneren zwei Herdstellen mit doppeltem Schwibbogen ohne Schornstein. Inschrift am Dielentorsturz: "Der Segen des Hern macht reich im Himmel und auf Erden/ Jochen Fransz Catrina Wiencken/ den 16 Meye Anno 1576". | 30845969 | BW   |
| Siemer Dorfstraße 6 53° 3′ 15″ N, 11° 13′ 27″ O  | Wohn-/ Wirtschaftsgebäude | Giebelständiges Dreiständer-Fachwerkhaus mit Backsteinausfachung unter Halbwalmdach. Inschrift am Hauptbalken sowie am Dielentorsturz: "[...] Johan Andreas Rickst. Iels/ Dorrete Pengels, Anno 1734/ den 19. November". | 30845873 | BW   |
| Siemer Dorfstraße 7 53° 3′ 17″ N, 11° 13′ 28″ O  | Wohn-/ Wirtschaftsgebäude | Zweiständer-Fachwerkhaus mit Backsteinausfachung unter Halbwalmdach in Falzziegeldeckung. Wohnteil nachträglich verlängert, Traufseiten massiv erneuert. Inschrift am Dielentorsturz mit Datierung "ANNO 1773 DEN 21. APRIL". Zweitverwendeter Sturz über zurückgesetzter Verglasung des ehemaligen Dielentors mit weiterer Inschrift "ANO 1734".                                                    | 39172024 | BW   |
| Siemer Dorfstraße 18 53° 3′ 19″ N, 11° 13′ 18″ O | Wohn-/ Wirtschaftsgebäude | Traufständiges Dreiständer-Fachwerkhaus mit Backsteinausfachung unter Halbwalmdach. Kübbung an der Nordseite. Inschrift am Hauptbalken mit Hinweis auf Brandereignis sowie Inschrift am Dielentorsturz: " Jürgen Christoph Krüger, Ilse Catrine Krüger/ geb: Gerken, den 6ten Juni/ Anno 1820". | 30846005 | BW   |

## Zadrau

### Ehemalige Gruppen baulicher Anlagen in Zadrau
| Lage                                                         | Bezeichnung | Beschreibung                                | ID | Bild |
| ------------------------------------------------------------ | ----------- | ------------------------------------------- | -- | ---- |
| Nr. 4, heute: Schulweg 2 53° 3′ 0″ N, 11° 10′ 20″ O          | Hofanlage   | Kleinere Hofanlage von 1871.                |    |      |
| Nr. 18, heute: Gusborner Straße 8 53° 3′ 6″ N, 11° 10′ 33″ O | Hofanlage   | Geräumiges Vierständer-Hallenhaus von 1895. |    |      |